# ヴァール県
ヴァール県（ヴァールけん、フランス語: Var）はフランスのプロヴァンス＝アルプ＝コート・ダジュール地域圏の県である。

## 名前の由来
ヴァールとは、かつて県の東境となっていたヴァール川にちなむ（現在川は県内を流れていない）。以前この川は、フランス領内にあるニース伯領と、新設された当時のアルプ＝マリティーム県の中にあったグラース周辺域との境界となっていた。ヴァールという県名は、外国語の地名から採用されるというフランス国内でも珍しい事例となった。
県名を変えようとする試みが幾度かなされたが、いずれも失敗に終わっている。案として、県西部を流れるアルジャン川（Argens）の名を取りアルジャン県にしようとするものがあったが、県外での知名度がヴァールの方が高いために退けられた。

## 歴史
ヴァール県は、フランス革命後の1789年12月22日の法令施行により、かつてのプロヴァンス州を分離して1790年3月4日に創設された。
県庁所在地は当初からトゥーロンに固定されていたが、1793年にイギリスに対し降伏したトゥーロンを懲らしめるべく、県庁所在地の地位を追われた。グラースが県庁所在地とされ、1795年にはブリニョールが新たな所在地となり、1795年にドラギニャンへ県庁機能が移った。再びトゥーロンが県庁所在地となったのは、1974年であった。
革命が進行するにつれて、1794年には特権階級115人が宣誓証明したように、革命への関心を高めていった。同じように聖職者らの96パーセントは、聖職者民事基本法を受け入れた。
1859年、トゥーロンへ鉄道がつながった。1860年、フランスがニース伯領（旧グリマルディ家領）を併合したことで、現在のアルプ＝マリティーム県が生まれた。ヴァール県の最東部が切りつめられたことで、グラース周辺が新設県へ移された。この結果、その名のもととなったヴァール川はヴァール県に流れていないのである。
第一次世界大戦中の1914年から1918年、国防と関連した鉱工業生産が盛んとなったが、顕著に反応したのは食品加工業であった。
1942年11月から1943年9月まで、ヴァール県はイタリアのファシスト政権に占領された。1942年にはナチス・ドイツがトゥーロンを含むヴァール県南部へ侵攻し、1944年に占領した。1944年8月15日夜、自由フランス軍がサン＝トロペ、サン＝マクシム、サン＝ラファエルに近いネグル岬へ上陸した（ドラグーン作戦）。連合国艦隊がトゥーロンへ入港したのは9月13日であった。
ヴァール県は、戦後におよそ10万人ものアルジェリア系移民を受け入れてきた。

## 地理・気候
西をブーシュ＝デュ＝ローヌ県とヴォクリューズ県、北をアルプ＝ド＝オート＝プロヴァンス県、東をアルプ＝マリティーム県と接する。南は地中海に面している。
ヴァール県は旧プロヴァンス伯領であり、面積は6032平方km、海岸線は島嶼部を含み420kmである。
気候は地中海性気候であり、夏の暑さが厳しい。2003年と2005年夏の熱波では山火事が相次ぎ、マウル山地の植生の大部分が失われた。トゥーロンは、最も日照時間の長い都市としてフランス第2位である（1位はピレネー＝オリアンタル県のフォン・ロミュー）。

## 経済
主要な産業は観光業である。その他に農業が盛んで、生花や果物、ワインが生産される。

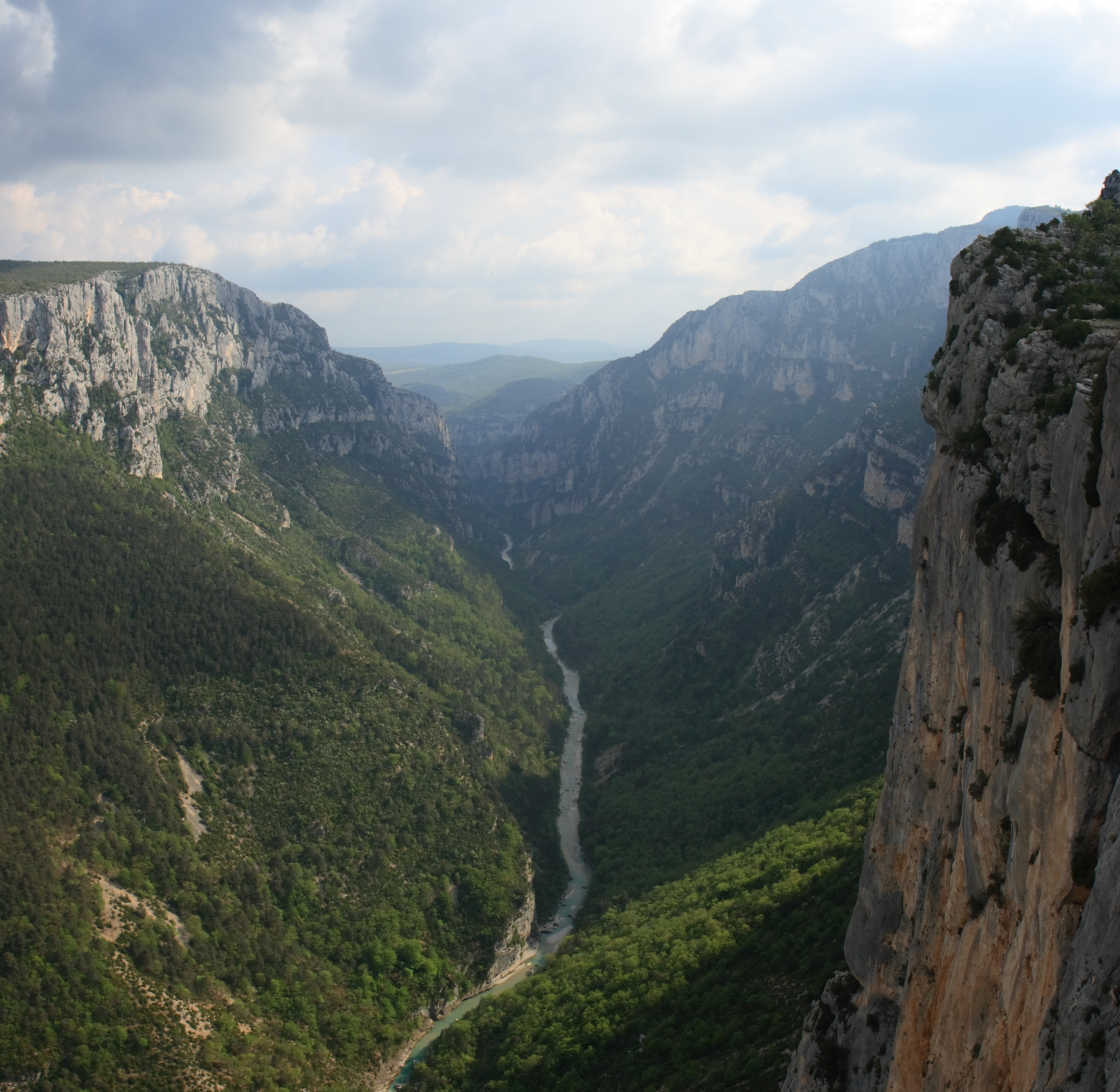
ヴェルドン渓谷
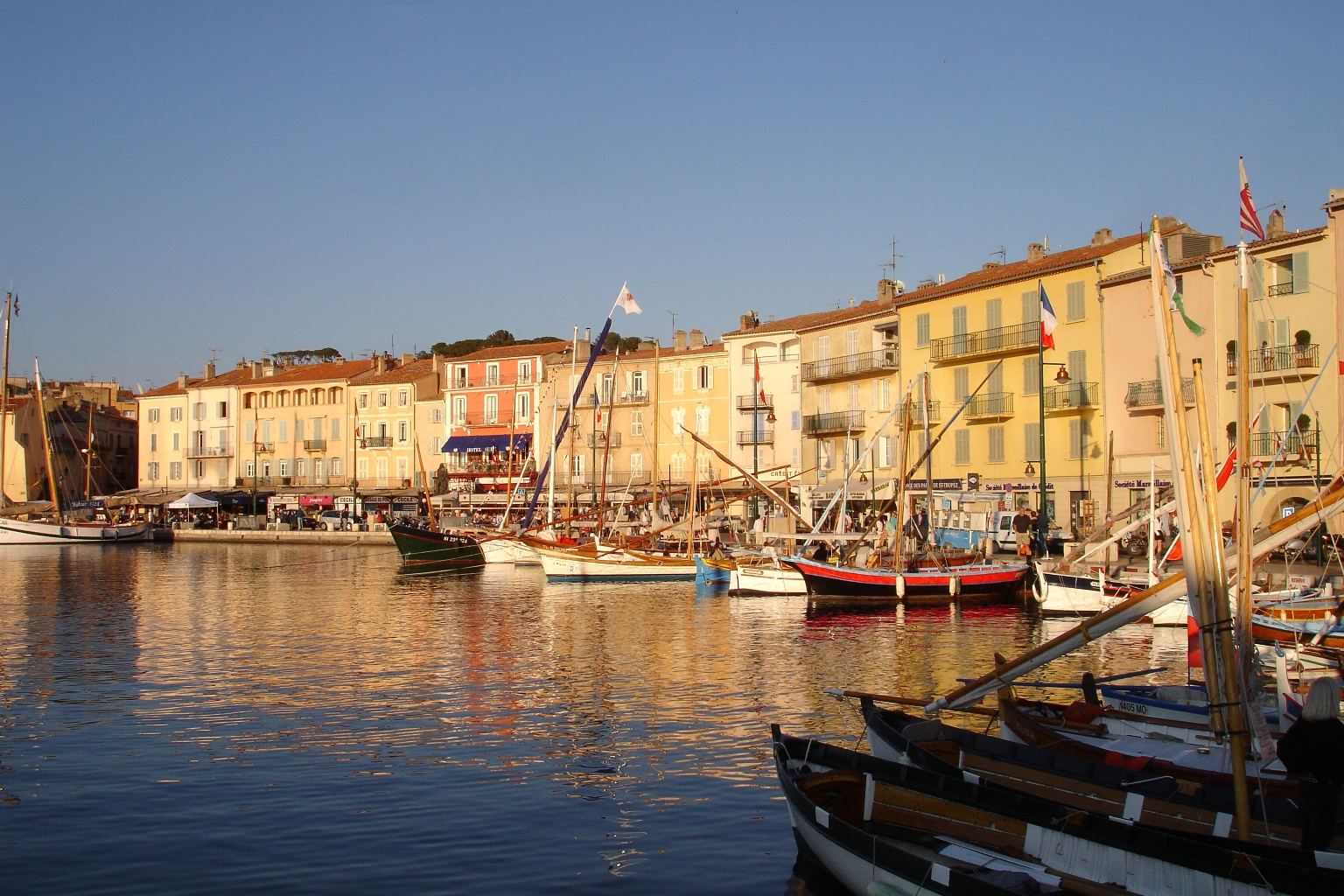
サン＝トロペ
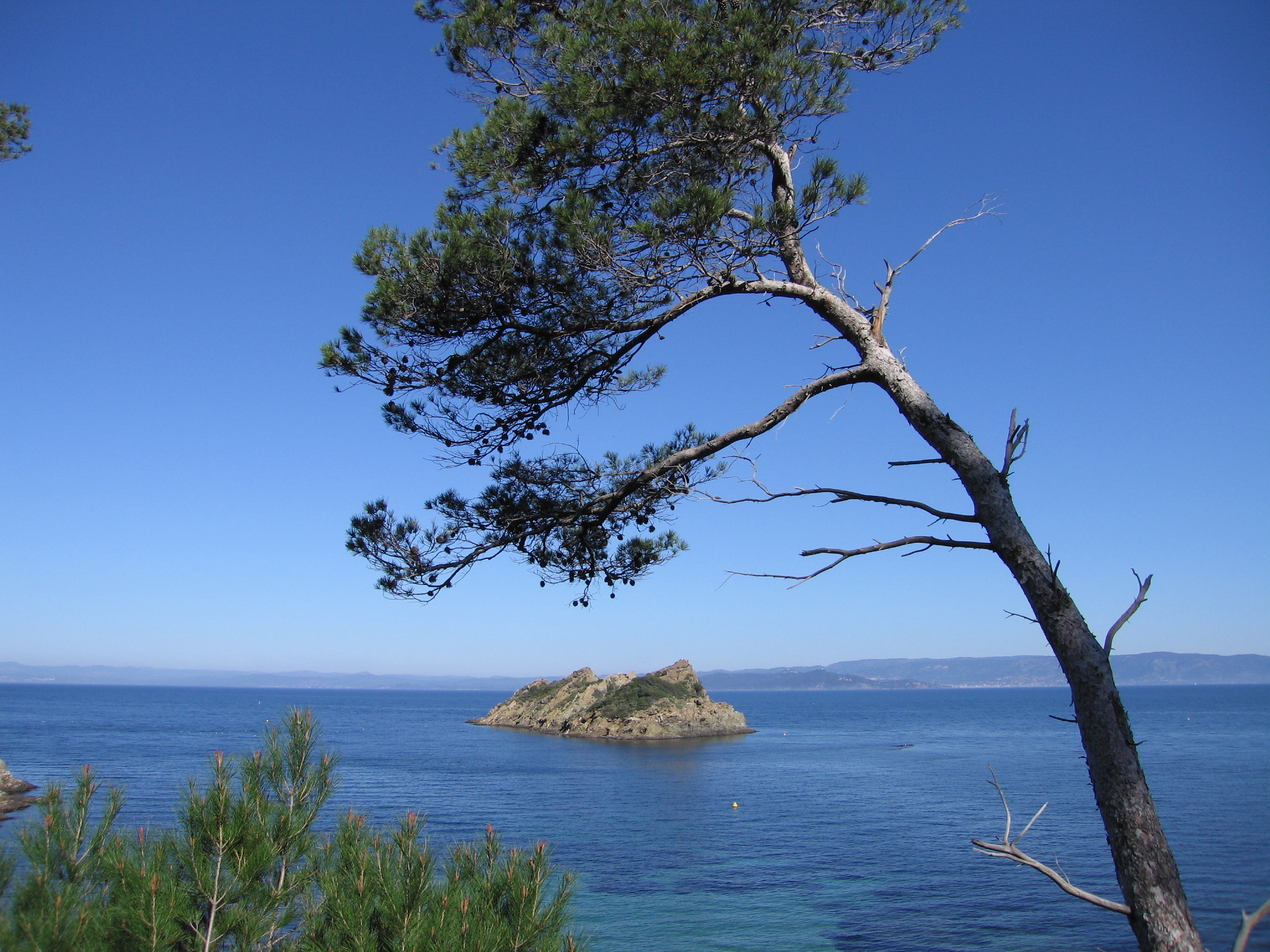
ポル＝クロ国立公園
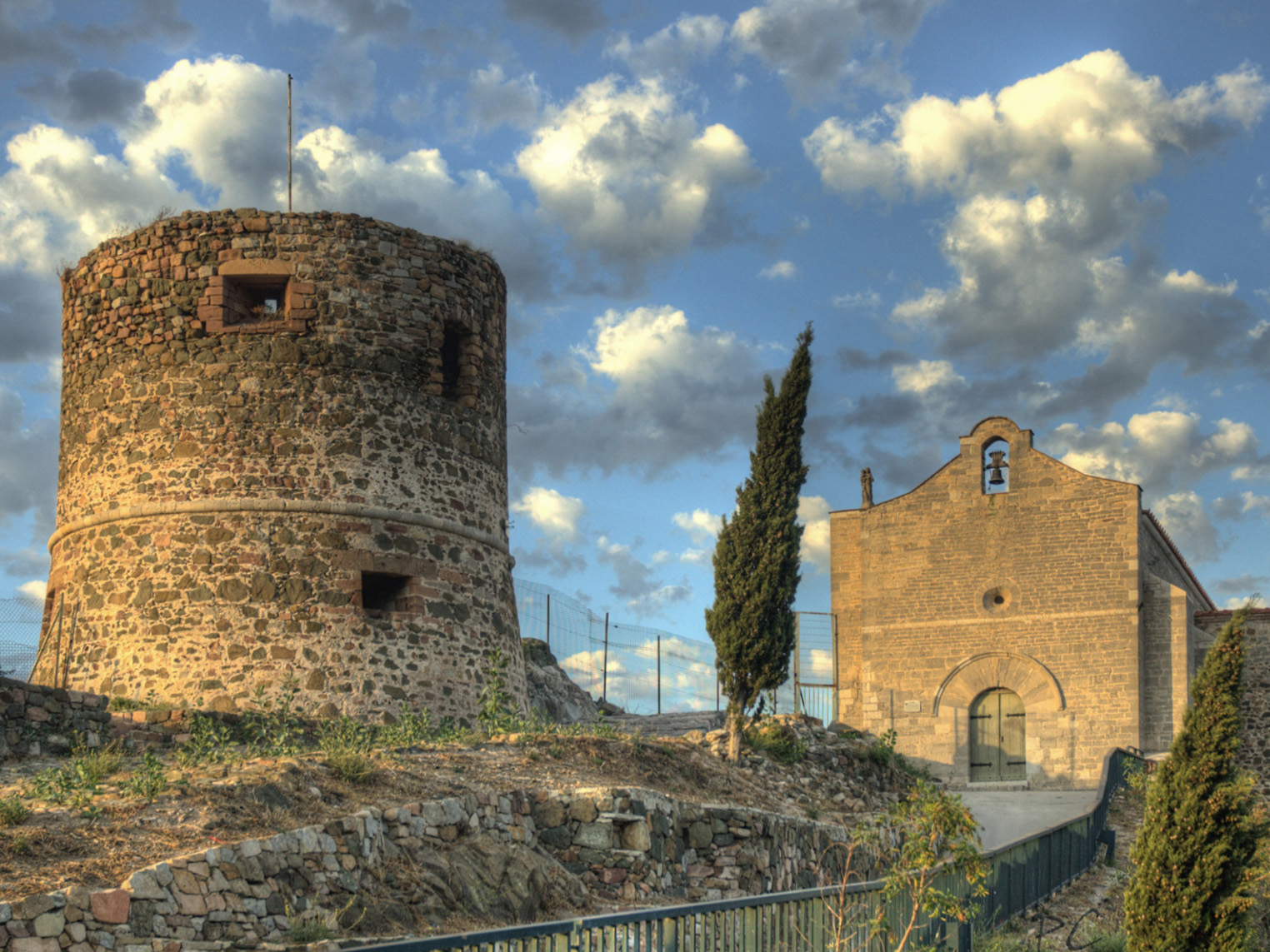
ラ・ガルドのローマ遺跡

## 人物

### 出身者
- ポール・バラス（フランス革命期の政治家） - フォックス＝アンフ（フランス語版）出身
- エマニュエル・ベアール（女優） - サントロペ近郊ガッサン出身

### 居住者
- ダニエル・ビダル（歌手） - 日本で活躍した。ドラギニャン居住
- ベリンダ・カーライル（歌手）と家族　1990年代後半から2016年まで居住
- アンジェリーナ・ジョリーとブラッド・ピット夫妻　2012年にコレン(Correns)の1000エーカーのシャトーを購入
- ジョニー・デップとヴァネッサ・パラディ　ル・プラン・ド・ラ・トゥール(Plan de la Tour)の37エーカーのプロパティを購入（3900万ドルで販売中）
- デビッド・ベッカムとヴィクトリア・ベッカム夫妻　バルジュモン(Bargemon)の200エーカーのヴィラを購入（すでに売却された）